# Хиллман, Гюнтер
Гюнтер Хиллман (нем. Günther Hillmann; 15 апреля 1919, Людвигслюст — 8 мая 1976, Нюрнберг, ФРГ) — немецкий биохимик. Доктор наук.

## Биография
Был членом Гитлерюгенда, состоял в Национал-социалистическом механизированном корпусе. Изучал химию в Политехническом университете в Данциге.
Затем два года работал в Химическом отделе Института патологии Шарите в Берлине. Провёл исследование по вопросу биохимических изменений раковой сыворотки крови.
Во время Второй мировой войны работал над проектом по исследованию «специфических белков», целью которого была разработка серологического метода определения человеческой расы по анализу крови.
Г. Хиллман, занимался анализом около 200 образцов крови, присылаемых доктором Йозефом Менгеле из концлагеря Освенцим.
Работал в Институте биохимии им. Кайзера Вильгельма у лауреата Нобелевской премии А. Бутенандта. В дальнейшем Бутенандт говорил, что ничего не знал об этом проекте, а Хиллман после войны стал первым президентом Немецкого общества клинической химии, ни разу не дав понять, что имел к этим анализам хоть какое-нибудь отношение.
В 1947 году защитил докторскую диссертацию. В 1949 году возглавил лабораторию Медицинской клиники в Тюбингене. Здесь в 1962 году стал экстраординарным профессором.
Позже переехал в Нюрнберг и до своей смерти руководил химическим институтом Нюрнбергских больниц.

## Избранные публикации
- Über die Spaltung racemischer Aminosäuren in die optischen Antipoden in Verbindung mit der Peptidsynthese. (1947).
- Synthese des Schilddrüsenhormons. Tübingen 1955.
- Biosynthese und Stoffwechselwirkungen der Schilddrüsenhormone. Tübingen 1961.